# Söderkyrkan
Söderkyrkan är en kyrkobyggnad som tillhör Karlskoga församling i Karlstads stift. Kyrkan ligger på Skogsrundan inne i Karlskoga.

## Kyrkobyggnaden
Första kyrkan på platsen var en så kallad vandringskyrka, tillverkad av Oresjö Sektionshus. När nuvarande kyrka byggdes flyttades vandringskyrkan till Lunedets friluftsområde, beläget en mil norr om Karlskoga. Vandringskyrkan heter numera Lunedskyrkan.
Nuvarande kyrkobyggnad uppfördes 1985 efter ritningar av arkitekt Janne Feldt. Byggnadskomplexet med kyrkorum och församlingslokaler har en V-formad planform. Stommen är av betong och väggarna är klädda med ljust brunrött fasadtegel. Kyrkorummet har en femsidig planform och dubbla takhöjden jämfört med övriga lokaler. Genom att öppna vikväggar till församlingslokalerna kan kyrkorummets yta utökas.

## Inventarier
- Dopfunt, predikstol, altarbord, altarring och psalmboksförvaring är tillverkade av ljus bok efter ritningar av Janne Feldt. Dopfunten har en cuppa av mässing.
- Altartavlan är en snidad och målad trärelief utformad som en triptyk av konstnären Harry Svensson. Motiven är Jesus i Getsemane, Uppenbarelsen samt Missionsbefallningen.

### Orgel
- 1958 byggde I Starup & Søn, Köpenhamn en orgel med 8 stämmor.
- Den nuvarande mekaniska orgeln byggdes 1990 av Walter Thür Orgelbyggen AB, Torshälla. Tillhörande orgelfasad är ritad av Janne Feldt.

| Huvudverk I   | Svällverk II      | Pedal         | Koppel |
| Principal 8´  | Rörflöjt 8´       | Subbas 16´    | I/P    |
| Borduna 8'    | Salicional 8'     | Rörborduna 8' | II/P   |
| Rörflöjt 4'   | Voix celeste 8'   | Fagott 16'    | II/I   |
| Blockflöjt 2' | Octava 4'         |               |        |
|               | Koppelflöjt 4'    |               |        |
|               | Octava 2'         |               |        |
|               | Kvinta 1 1/3'     |               |        |
|               | Ters 4/5'         |               |        |
|               | Oboe 8'           |               |        |
|               | Tremulant         |               |        |
|               | Crescendosvällare |               |        |

## Galleri

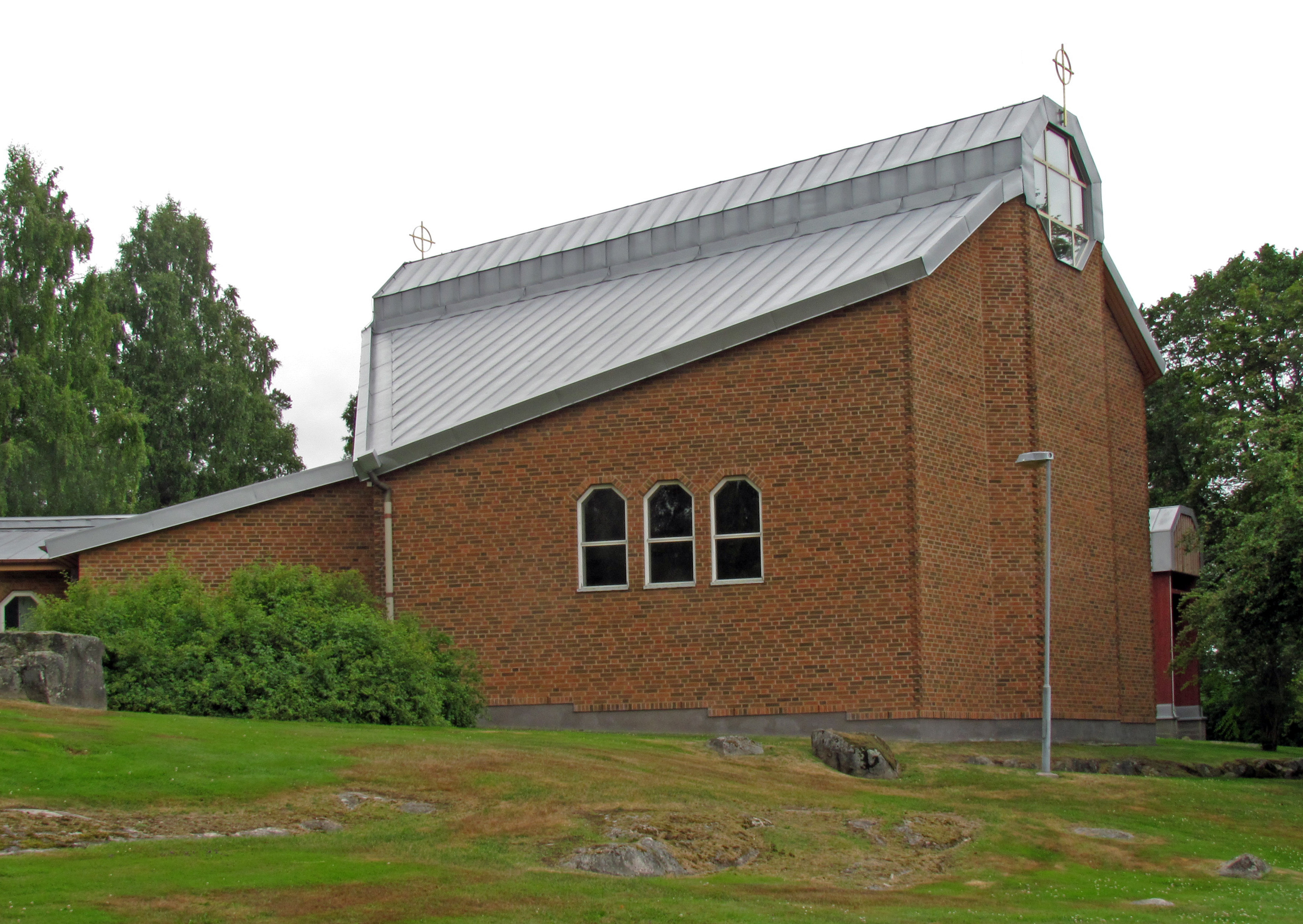
Söderkyrkan från sydost
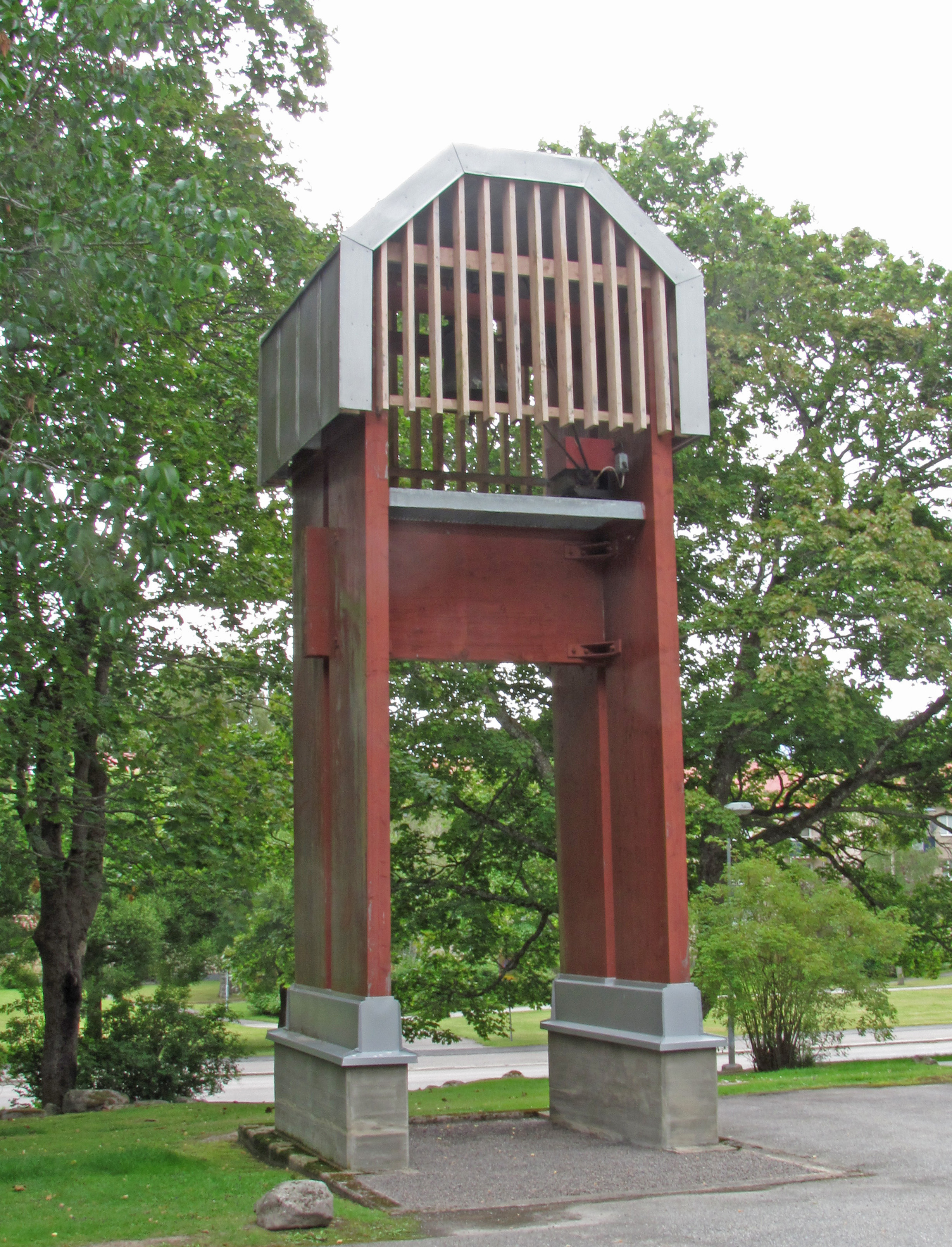
Klockstapeln

### Webbkällor
- Kyrkor i Karlstads stift Del II, Utgiven av Värmlands Museum och Karlstads stift, 2008, ISBN 91-85224-72-3
- Karlskoga församling